# Lituânia no Festival Eurovisão da Canção
A Lituânia participou no Festival Eurovisão da Canção 25 vezes desde sua estreia em 1994, tendo falhado nas edições entre 1995 e 1999, 2000 e 2003. É o único país báltico sem vitórias. Apesar de ser o que possui mais presenças na final, teve dez contra sete da Estónia e seis da Letónia.
A Lituânia é um dos oito países que estreou em último lugar, juntamente com a Áustria (em 1957), Monaco (em 1959), Portugal (em 1964), Malta (em 1971), Turquia (em 1975),  República Checa (em 2007) e San Marino (em 2008).

## Modelo de seleção
| Ano  | Nome                                             | Data(s)                                   | Processo de seleção                                                                                 | Modelo de votação                            | Refs.  |
| ---- | ------------------------------------------------ | ----------------------------------------- | --------------------------------------------------------------------------------------------------- | -------------------------------------------- | ------ |
| 1994 |                                                  |                                           | Seleção interna                                                                                     |                                              |        |
| 1999 | "Eurovizijos" dainų konkurso nacionalinė atranka | 31 de dezembro de 1998                    | Final nacional com 12 canções                                                                       | Júri                                         | [ 2 ]  |
| 2001 | "Eurovizijos" dainų konkurso nacionalinė atranka | 9 de março de 2001                        | Final nacional com 15 canções                                                                       | Júri (50%), audiência (25%) e televoto (25%) | [ 3 ]  |
| 2002 | "Eurovizijos" dainų konkurso nacionalinė atranka | 14 de fevereiro de 2002                   | Final nacional com 15 canções                                                                       | Júri (50%), audiência (25%) e televoto (25%) | [ 4 ]  |
| 2004 | "Eurovizijos" dainų konkurso nacionalinė atranka | 3 de janeiro-14 de fevereiro de 2004      | 6 semifinais e 1 final, com um total de 52 canções                                                  | Júri (50%) e público (50%)                   | [ 5 ]  |
| 2005 | "Eurovizijos" dainų konkurso nacionalinė atranka | 8 de janeiro-26 de fevereiro de 2005      | 6 semifinais e 1 final, com um total de 49 canções                                                  | Televoto na final (100%)                     | [ 6 ]  |
| 2006 | "Eurovizijos" dainų konkurso nacionalinė atranka | 14 de janeiro-4 de março de 2006          | 3 semifinais para novatos, 1 final para novatos, 3 semifinais e 1 final, com um total de 52 canções | Televoto na final (100%)                     | [ 7 ]  |
| 2007 | "Eurovizijos" dainų konkurso nacionalinė atranka | 27 de janeiro-3 de março de 2007          | 3 eliminatórias, 2 semifinais e 1 final, com um total de 35 canções                                 | Televoto na final (100%)                     | [ 8 ]  |
| 2008 | "Eurovizijos" dainų konkurso nacionalinė atranka | 12 de janeiro-2 de fevereiro de 2008      | 3 semifinais e 1 final, com um total de 32 canções                                                  | Televoto na final (100%)                     | [ 9 ]  |
| 2009 | Lietuvos Dainų Daina                             | 10 de janeiro-14 de fevereiro de 2009     | 3 eliminatórias, 2 semifinais e 1 final, com um total de 36 canções                                 | Júri regional (100%)                         | [ 10 ] |
| 2010 | "Eurovizijos" dainų konkurso nacionalinė atranka | 13 de fevereiro-4 de março de 2010        | 3 semifinais e 1 final, com um total de 34 canções                                                  | Júri (50%) e público (50%)                   | [ 11 ] |
| 2011 | "Eurovizijos" dainų konkurso nacionalinė atranka | 5 de fevereiro-24 de fevereiro de 2011    | 3 semifinais, 1 final e 1 superfinal, com um total de 40 canções                                    | Júri (50%) e público (50%)                   | [ 12 ] |
| 2012 | "Eurovizijos" dainų konkurso nacionalinė atranka | 4 de fevereiro-3 de março de 2012         | 4 semifinais, 1 final e 1 superfinal, com um total de 36 canções                                    | Júri (50%) e público (50%)                   | [ 13 ] |
| 2013 | "Eurovizijos" dainų konkurso nacionalinė atranka | 3 de novembro-20 de dezembro de 2012      | 5 eliminatórias, 2 semifinais, 1 final e 1 superfinal, com um total de 39 canções                   | Júri (50%) e público (50%)                   | [ 14 ] |
| 2014 | "Eurovizijos" dainų konkurso nacionalinė atranka | 14 de dezembro de 2013-1 de março de 2014 | 10 eliminatórias, 1 semifinal e 1 final, com um total de 16 canções                                 | Júri (50%) e público (50%)                   | [ 15 ] |
| 2015 | "Eurovizijos" dainų konkurso nacionalinė atranka | 3 de janeiro-21 de fevereiro de 2015      | 6 eliminatórias, 1 semifinal e 1 final, com um total de 11 canções                                  | Júri (50%) e público (50%)                   | [ 16 ] |
| 2016 | "Eurovizijos" dainų konkurso nacionalinė atranka | 9 de janeiro-12 de março de 2016          | 8 eliminatórias, 1 semifinal e 1 final, com um total de 28 canções                                  | Júri (50%) e público (50%)                   | [ 17 ] |
| 2017 | "Eurovizijos" dainų konkurso nacionalinė atranka | 7 de janeiro-11 de março de 2017          | 8 eliminatórias, 1 semifinal e 1 final, com um total de 49 canções                                  | Júri (50%) e público (50%)                   | [ 18 ] |
| 2018 | "Eurovizijos" dainų konkurso nacionalinė atranka | 6 de janeiro-11 de março de 2018          | 6 eliminatórias, 2 semifinais e 1 final, com um total de 50 canções                                 | Júri (50%) e público (50%)                   | [ 19 ] |
| 2019 | "Eurovizijos" dainų konkurso nacionalinė atranka | 5 de janeiro-23 de fevereiro de 2019      | 4 eliminatórias, 2 semifinais e 1 final, com um total de 49 canções                                 | Júri (50%) e público (50%)                   | [ 20 ] |
| 2020 | Pabandom iš naujo!                               | 11 de janeiro-15 de fevereiro de 2020     | 3 eliminatórias, 2 semifinais e 1 final, com um total de 36 canções                                 | Júri (50%) e público (50%)                   | [ 21 ] |
| 2021 | Pabandom iš naujo!                               | 16 de janeiro-6 de fevereiro de 2021      | 2 eliminatórias, 1 semifinal e 1 final, com um total de 21 canções                                  | Júri (50%) e público (50%)                   | [ 22 ] |
| 2022 | Pabandom iš naujo!                               | 8 de janeiro-12 de fevereiro de 2022      | 3 eliminatórias, 2 semifinais e 1 final, com um total de 34 canções                                 | Júri (50%) e público (50%)                   | [ 23 ] |
| 2023 | Pabandom iš naujo!                               | 21 de janeiro-18 de fevereiro de 2023     | 2 eliminatórias, 2 semifinais e 1 final, com um total de 30 canções                                 | Júri (50%) e público (50%)                   | [ 24 ] |
| 2024 | Eurovizija.LT                                    | 13 de janeiro-17 de fevereiro de 2024     | 5 semifinais e 1 final, com um total de 40 canções                                                  | Júri (50%) e público (50%)                   | [ 25 ] |
| 2025 | Eurovizija.LT                                    | 11 de janeiro-15 de fevereiro de 2025     | 5 semifinais e 1 final, com um total de 44 canções                                                  | Júri (50%) e público (50%)                   | [ 26 ] |

## Galeria

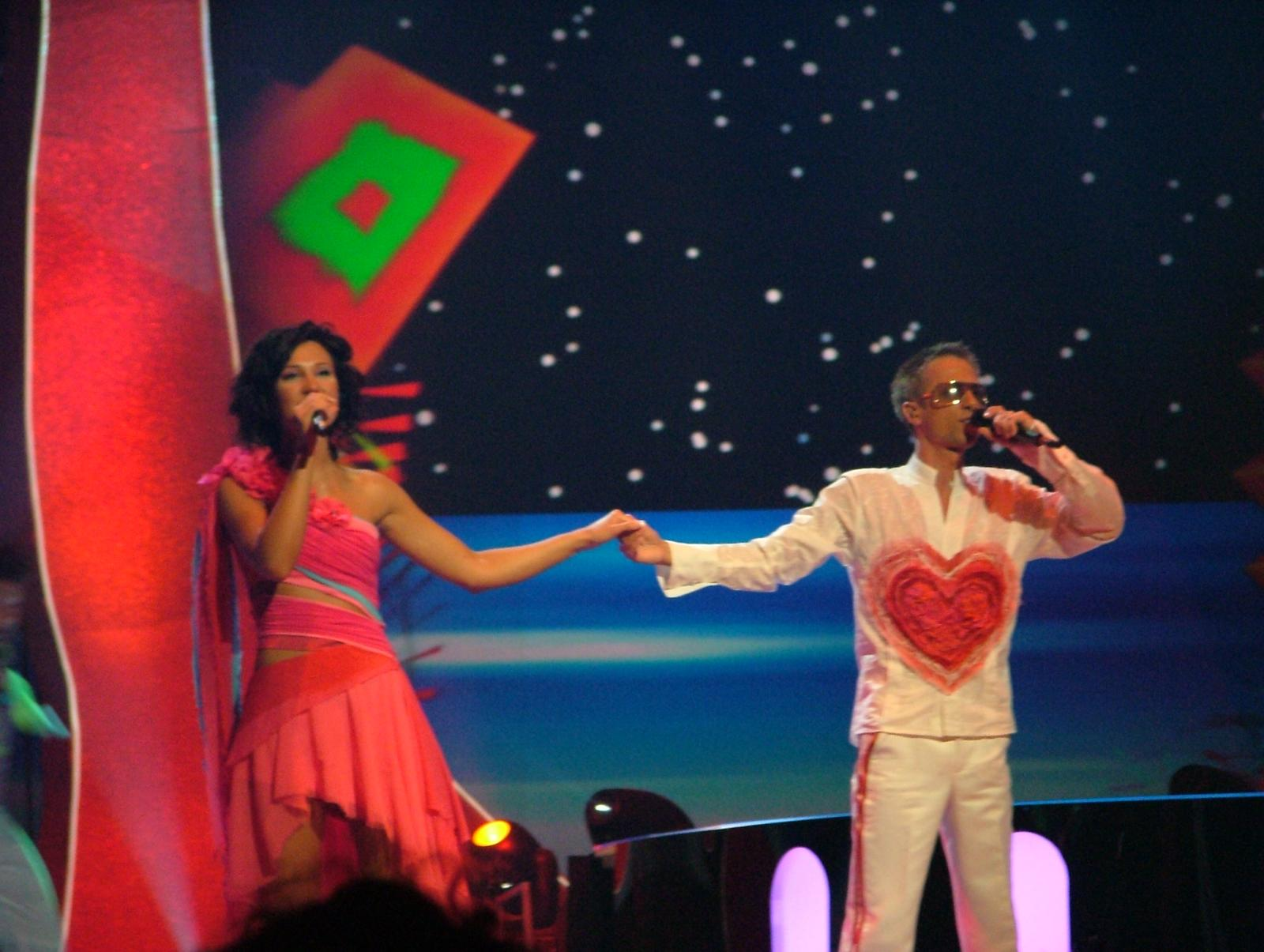
Linas & Simona em Istambul (2004)
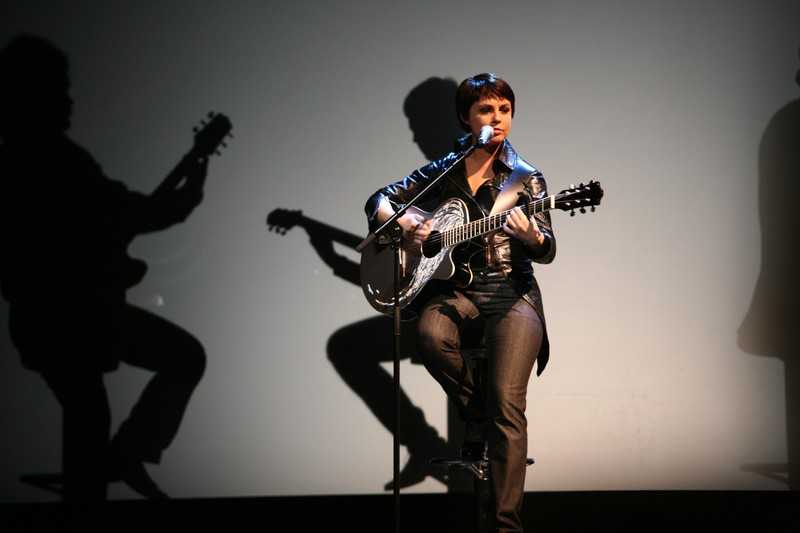
4Fun em Helsínquia (2007)
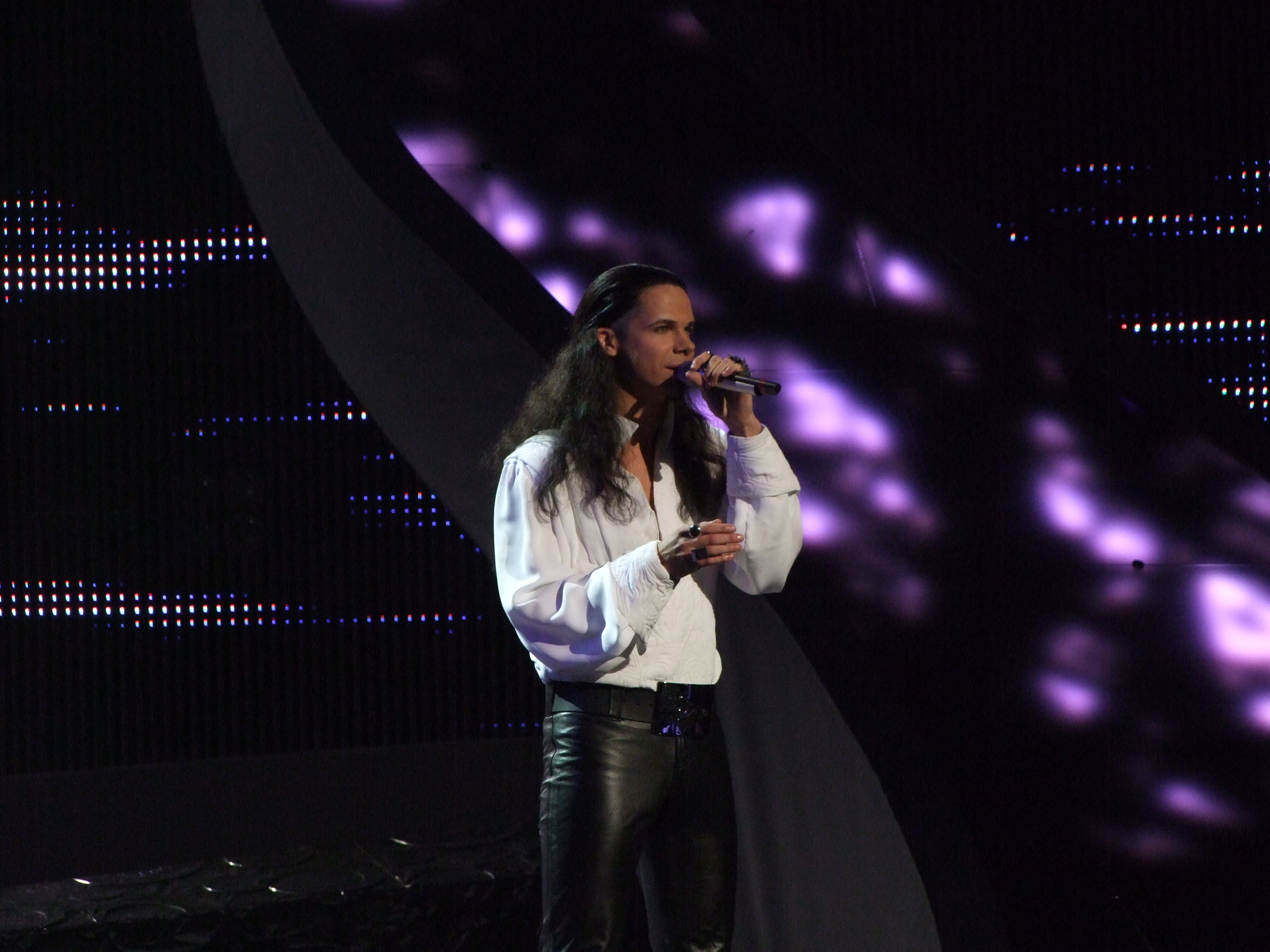
Jeronimas Milius em Belgrado (2008)
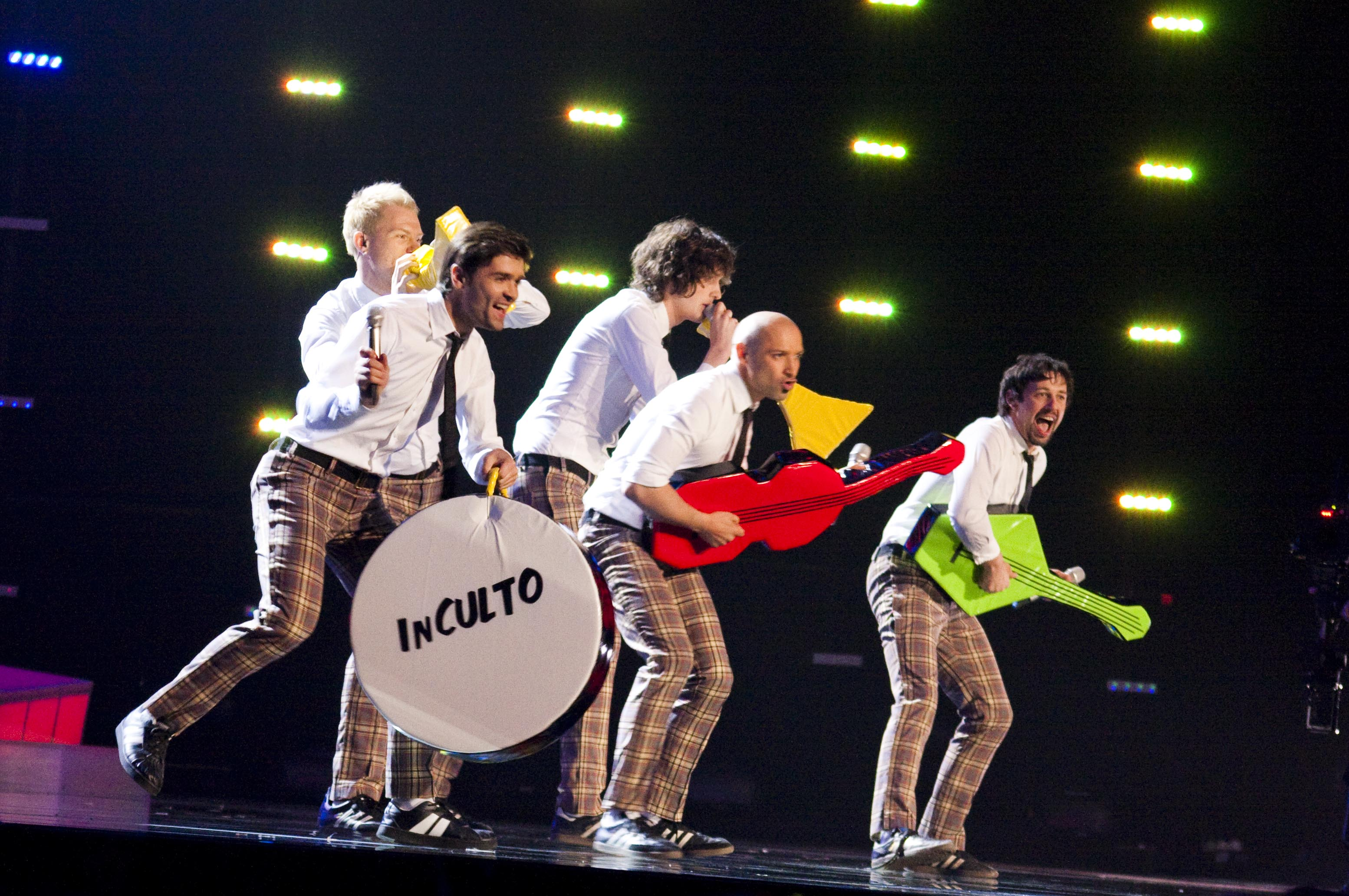
InCulto em Oslo (2010)
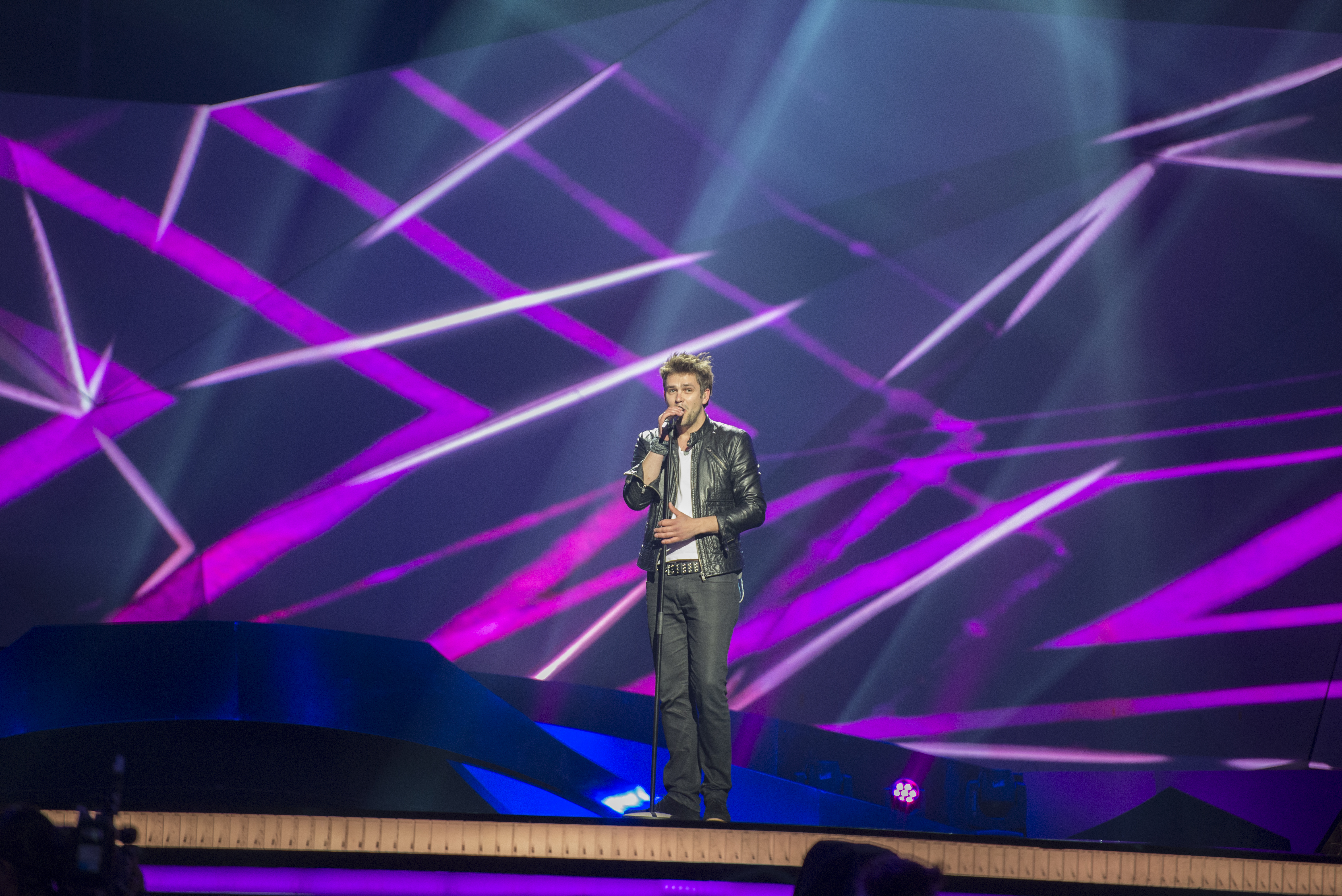
Andrius Pojavis em Malmö (2013)
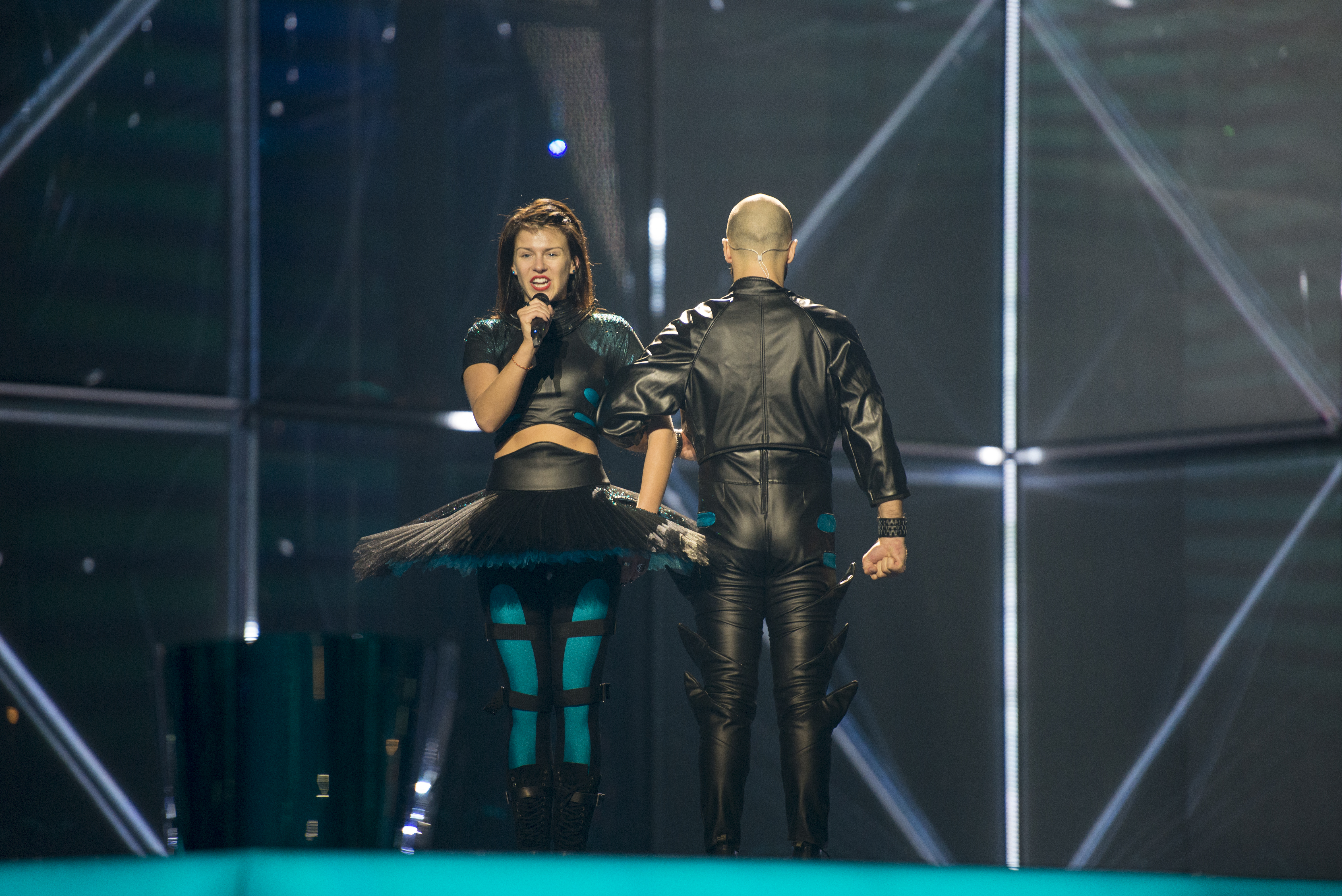
Vilija Matačiūnaitė em Copenhaga (2014)
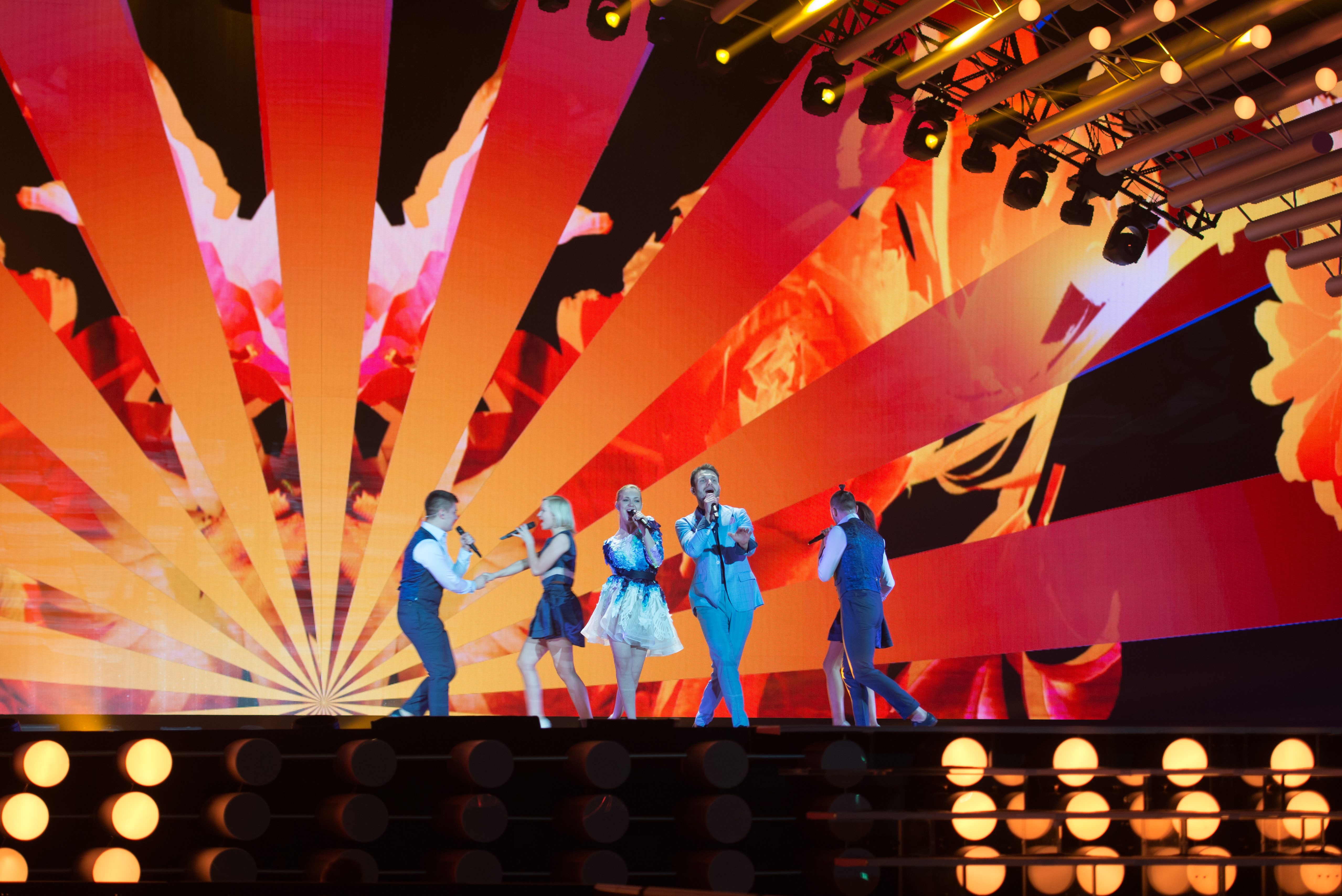
Monika Linkyté & Vaidas Baumila em Viena (2015)
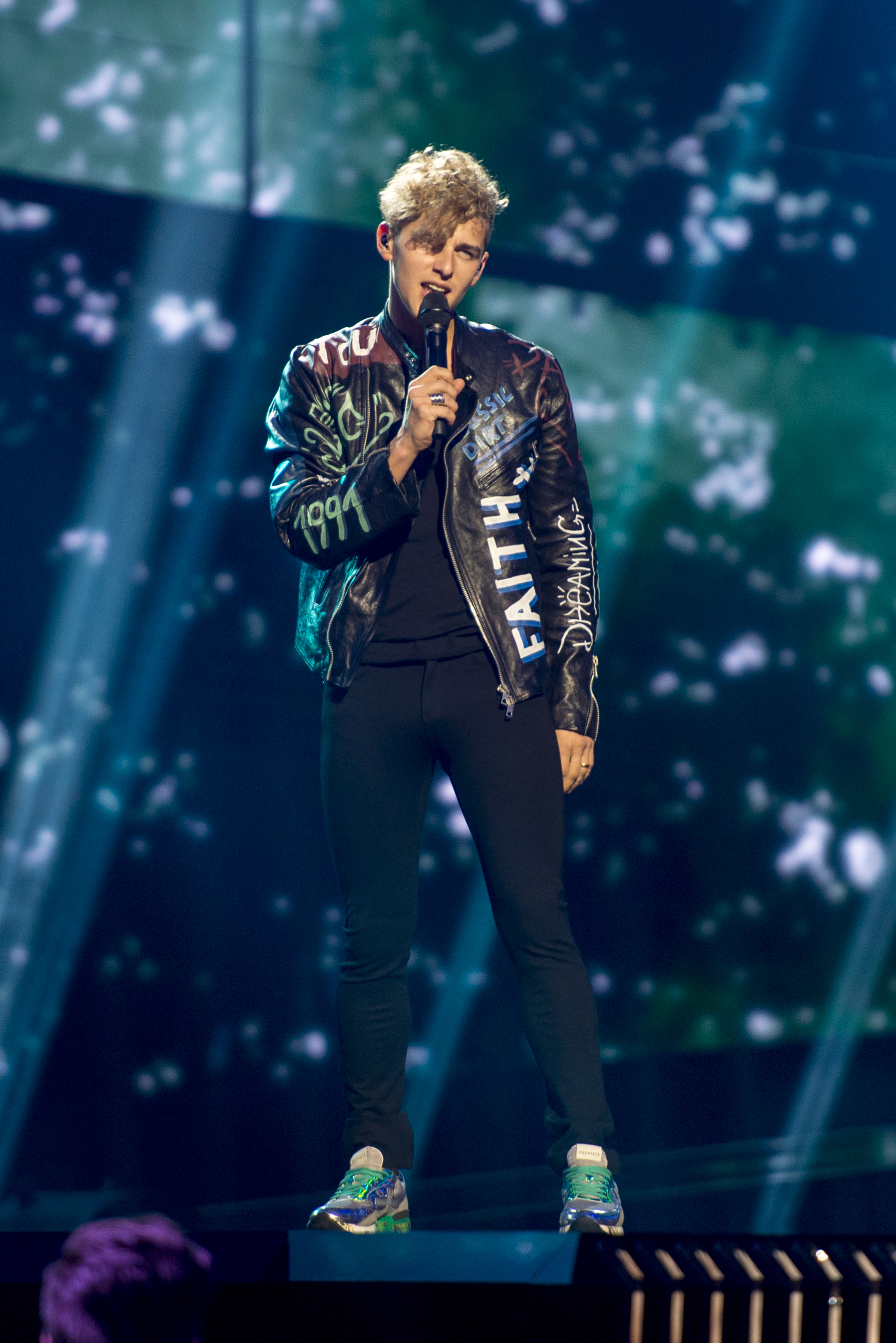
Donny Montell em Estocolmo (2016)
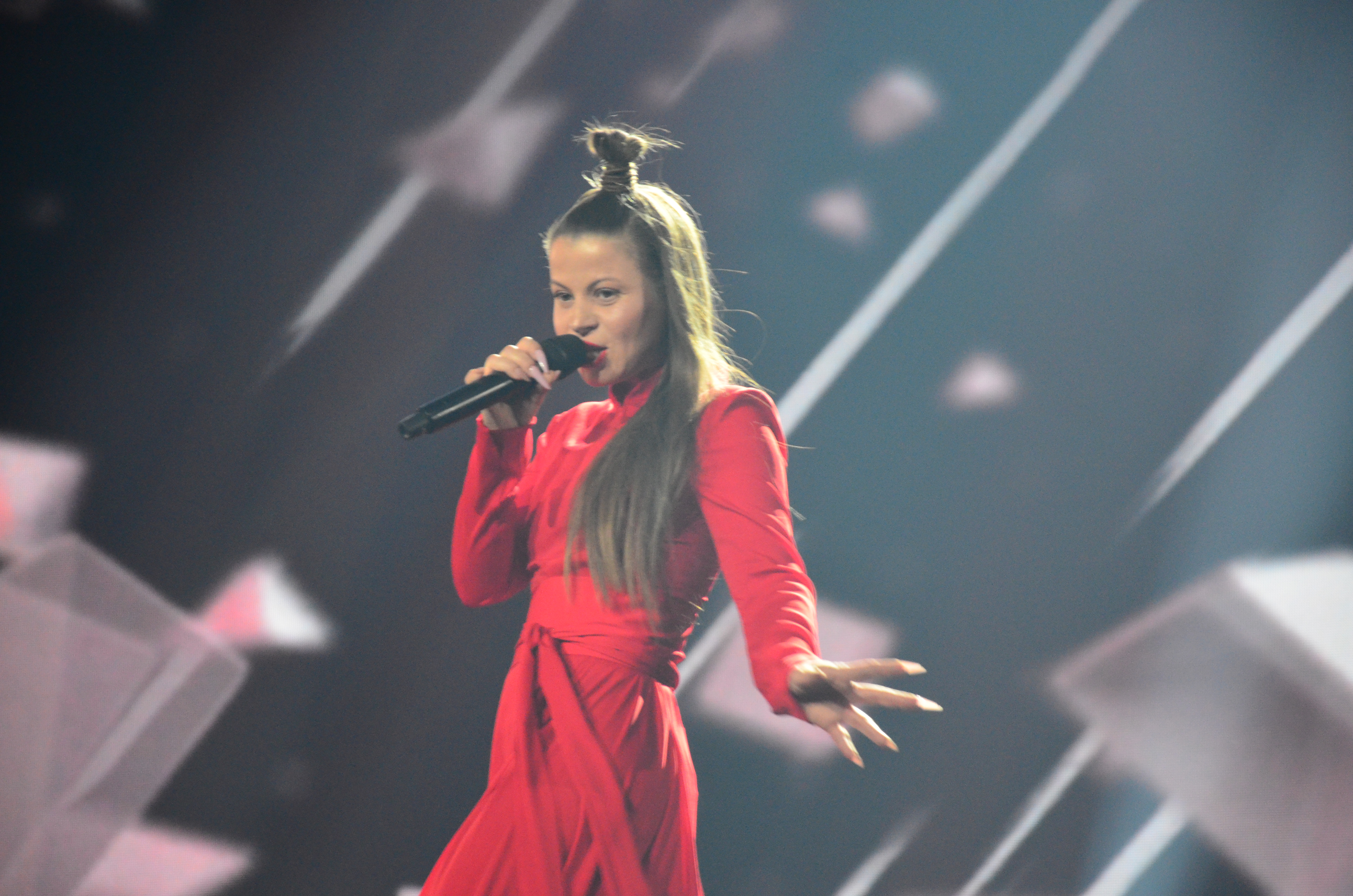
Fusedmarc em Kiev (2017)
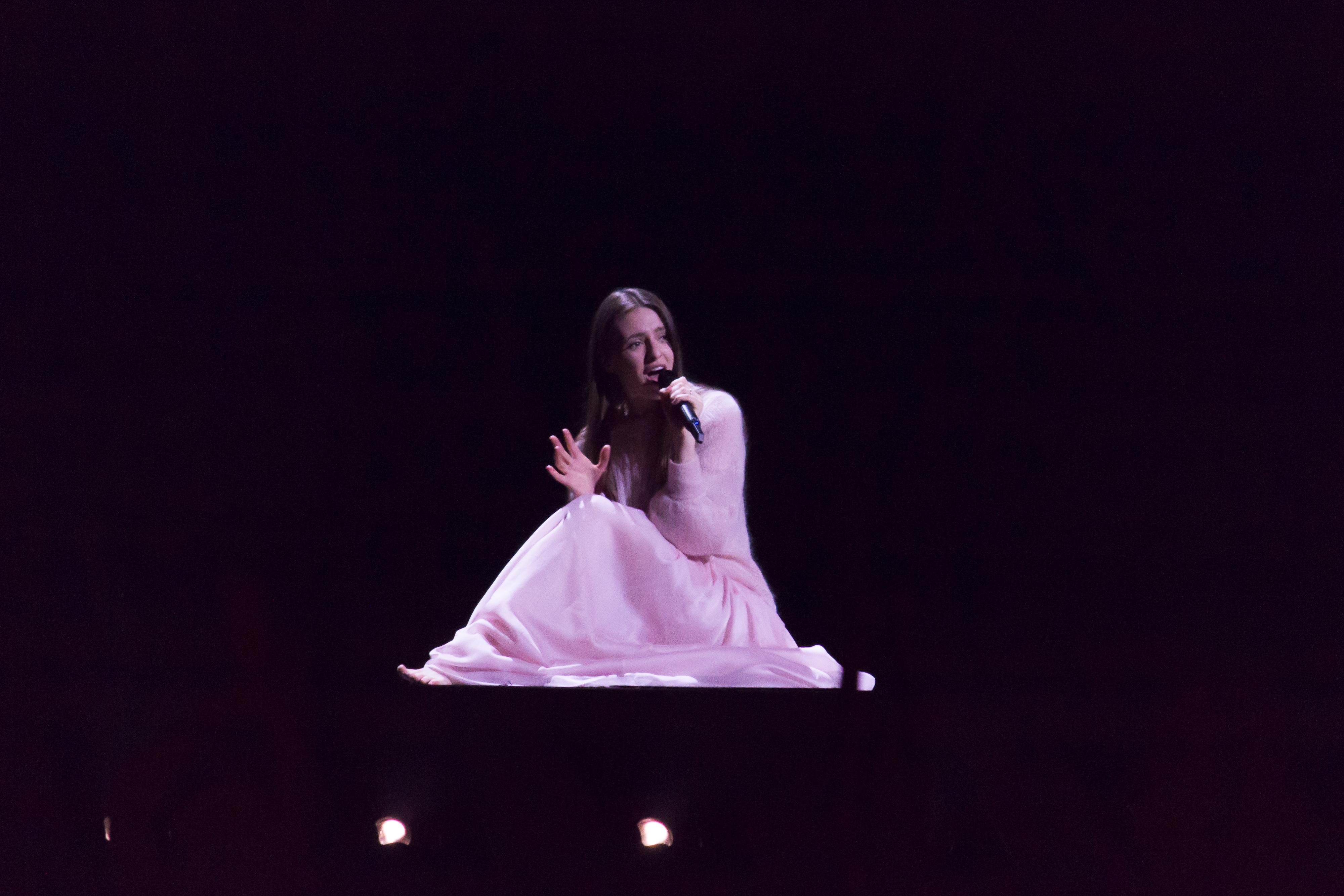
Ieva Zasimauskaitė em Lisboa (2018)
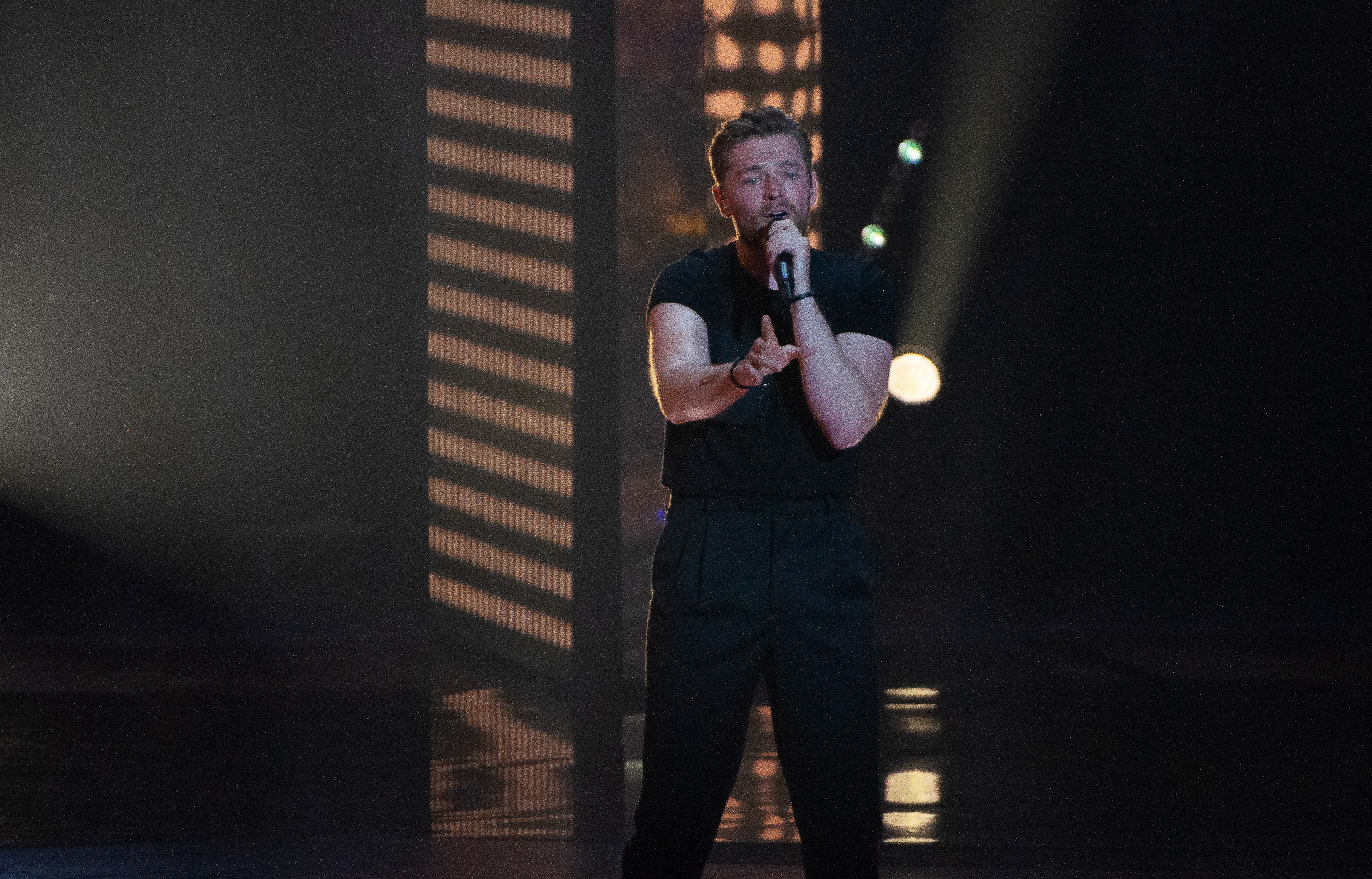
Jurijus em Tel Aviv (2019)
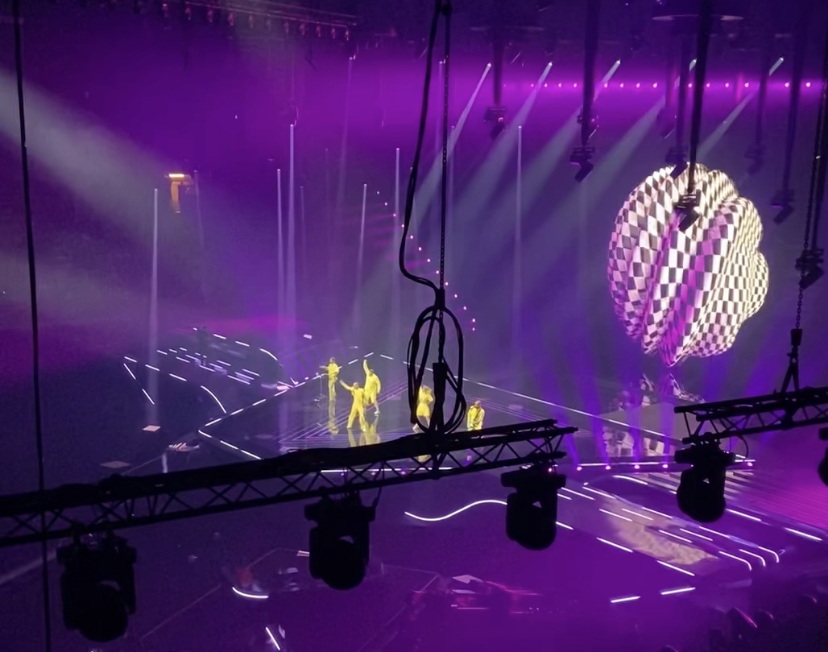
The Roop em Roterdão (2021)
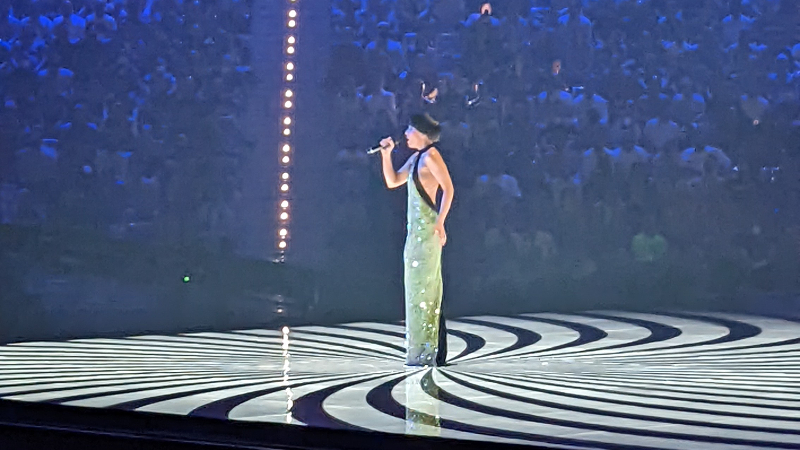
Monika Liu em Turim (2022)
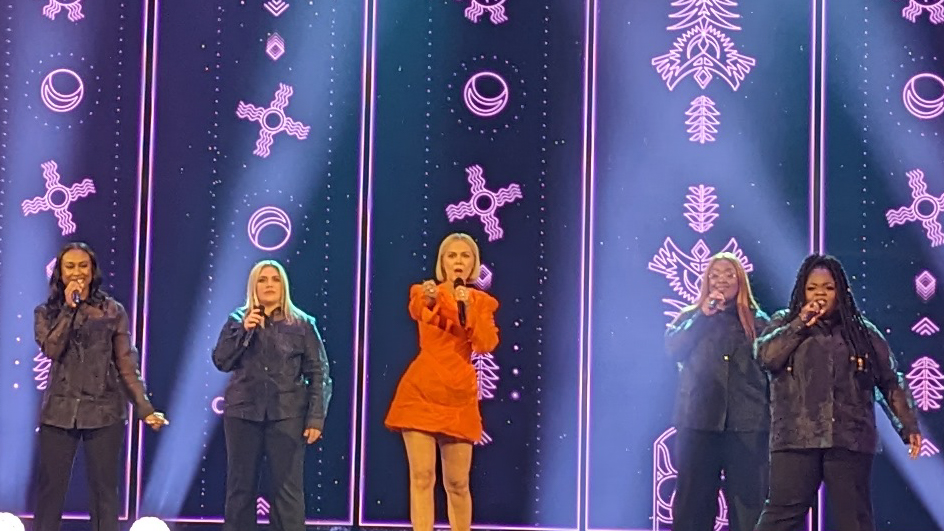
Monika Linkytė em Liverpool (2023)
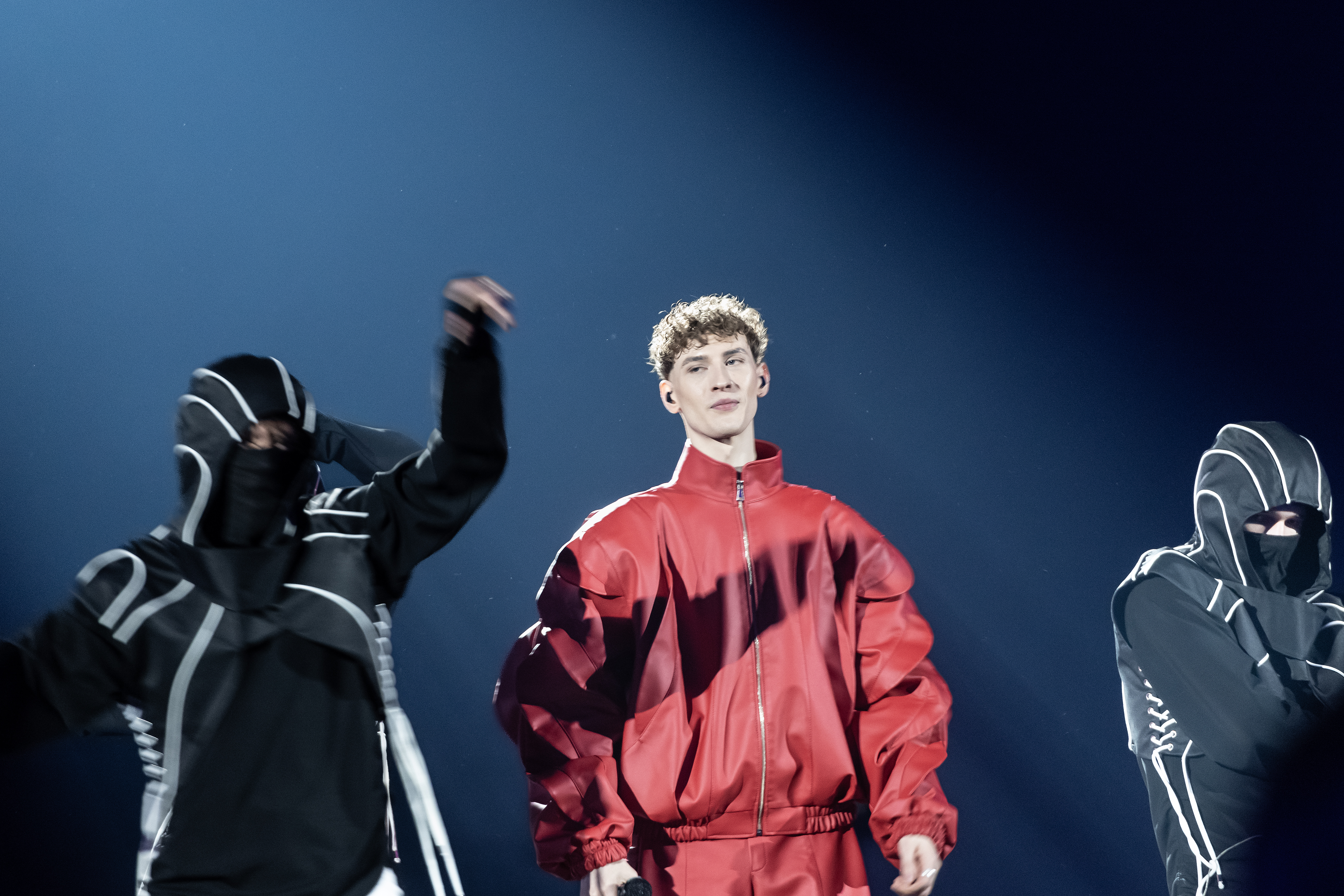
Silvester Belt em Malmö (2024)
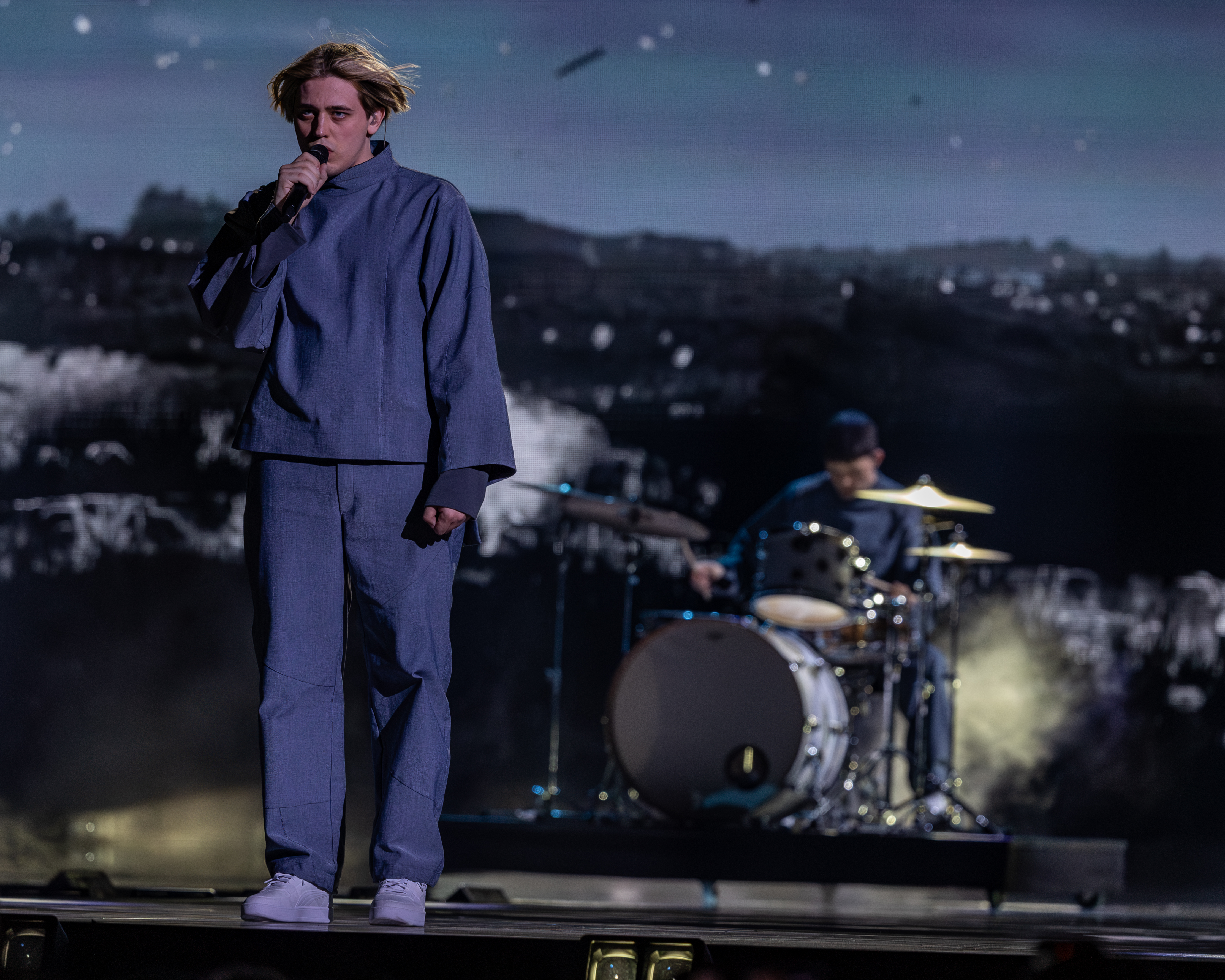
Katarsis em Basileia (2025)

## Participações
Legenda
     Vencedor
     2.º lugar
     3.º lugar
     Pontuação Nula ("Null Points")/Último Lugar
     Melhor classificação (fora do top 3)
     Qualificação para a final (fora do top 3)
     País-anfitrião
     Desclassificado
| #                                | Ano             | Artista                         | Canção                                                                      | Língua           | Final                    | Pontos                   | Semi                     | Pontos                   |
| -------------------------------- | --------------- | ------------------------------- | --------------------------------------------------------------------------- | ---------------- | ------------------------ | ------------------------ | ------------------------ | ------------------------ |
| 1º                               | Dublin 1994     | Ovidijus Vyšniauskas            | "Lopšinė mylimai" Canção de embalar para a minha querida                    | Lituano          | 25º                      | 0                        | Sem semi-finais          | Sem semi-finais          |
| Não participou entre 1995 e 1998 |                 |                                 |                                                                             |                  |                          |                          |                          |                          |
| 2º                               | Jerusalém 1999  | Aistė                           | "Strazdas" Canção do tordo                                                  | Samogiciano      | 20º                      | 13                       | Sem semi-finais          | Sem semi-finais          |
|                                  | Estocolmo 2000  | Não participou                  | Não participou                                                              | Não participou   | Não participou           | Não participou           | Sem semi-finais          | Sem semi-finais          |
| 3º                               | Copenhaga 2001  | SKAMP                           | "You Got Style" Tens estilo                                                 | Inglês & Lituano | 13º                      | 35                       | Sem semi-finais          | Sem semi-finais          |
| 4º                               | Tallinn 2002    | Aivaras                         | "Happy You" Tu (estás) feliz                                                | Inglês           | 23º                      | 12                       | Sem semi-finais          | Sem semi-finais          |
|                                  | Riga 2003       | Não participou                  | Não participou                                                              | Não participou   | Não participou           | Não participou           | Sem semi-finais          | Sem semi-finais          |
| 5º                               | Istambul 2004   | Linas & Simona                  | "What's Happened To Your Love" O que aconteceu ao teu amor                  | Inglês           | Não se qualificou        | Não se qualificou        | 16º                      | 26                       |
| 6º                               | Kiev 2005       | Laura & The Lovers              | "Little by Little" Pouco a pouco                                            | Inglês           | Não se qualificou        | Não se qualificou        | 25º                      | 17                       |
| 7º                               | Atenas 2006     | LT United                       | "We Are The Winners (of Eurovision)" Nós somos os vencedores (da Eurovisão) | Inglês & Francês | 6º                       | 162                      | 5º                       | 163                      |
| 8º                               | Helsínquia 2007 | 4Fun                            | "Love or Leave" Ama ou parte                                                | Inglês           | 21º                      | 28                       | Top 10 no ano anterior   | Top 10 no ano anterior   |
| 9º                               | Belgrado 2008   | Jeronimas Milius                | "Nomads In The Night" Os Nómadas na Noite                                   | Inglês           | Não se qualificou        | Não se qualificou        | 16º                      | 30                       |
| 10º                              | Moscovo 2009    | Sasha Son                       | "Love" Amor                                                                 | Inglês & Russo   | 23º                      | 23                       | 9º                       | 66                       |
| 11º                              | Oslo 2010       | InCulto                         | "East European Funk" Funk do este europeu                                   | Inglês           | Não se qualificou        | Não se qualificou        | 12º                      | 44                       |
| 12º                              | Düsseldorf 2011 | Evelina Sašenko                 | "C'est ma vie" É a minha Vida                                               | Inglês & Francês | 19º                      | 63                       | 5º                       | 81                       |
| 13º                              | Baku 2012       | Donny Montell                   | "Love Is Blind" O amor é cego                                               | Inglês           | 14º                      | 70                       | 3º                       | 104                      |
| 14º                              | Malmö 2013      | Andrius Pojavis                 | "Something" Algo                                                            | Inglês           | 22º                      | 17                       | 9º                       | 53                       |
| 15º                              | Copenhaga 2014  | Vilija Matačiūnaitė             | "Attention" Atenção                                                         | Inglês           | Não se qualificou        | Não se qualificou        | 11º                      | 36                       |
| 16º                              | Viena 2015      | Monika Linkyté & Vaidas Baumila | "This Time" Desta vez                                                       | Inglês           | 18º                      | 30                       | 7º                       | 67                       |
| 17º                              | Estocolmo 2016  | Donny Montell                   | "I've Been Waiting for This Night" Eu estive esperando por esta noite       | Inglês           | 9º                       | 200                      | 4º                       | 222                      |
| 18º                              | Kiev 2017       | Fusedmarc                       | "Rain of Revolution" Chuva da Revolução                                     | Inglês           | Não se qualificou        | Não se qualificou        | 17º                      | 42                       |
| 19º                              | Lisboa 2018     | Ieva Zasimauskaitė              | "When We're Old" Quando formos velhos                                       | Inglês & Lituano | 12º                      | 181                      | 9º                       | 119                      |
| 20º                              | Tel Aviv 2019   | Jurijus                         | "Run with the Lions" Correr com os leões                                    | Inglês           | Não se qualificou        | Não se qualificou        | 11º                      | 93                       |
|                                  | Roterdão 2020   | The Roop                        | "On Fire" Em chamas                                                         | Inglês           | A edição não se realizou | A edição não se realizou | A edição não se realizou | A edição não se realizou |
| 21º                              | Roterdão 2021   | The Roop                        | "Discoteque" Discoteca                                                      | Inglês           | 8º                       | 220                      | 4º                       | 203                      |
| 22º                              | Turim 2022      | Monika Liu                      | "Sentimentai" Sentimentos                                                   | Lituano          | 14º                      | 128                      | 7º                       | 159                      |
| 23º                              | Liverpool 2023  | Monika Linkytė                  | "Stay" Fica                                                                 | Inglês & Lituano | 11º                      | 127                      | 4º                       | 110                      |
| 24º                              | Malmö 2024      | Silvester Belt                  | "Luktelk" Espera                                                            | Lituano          | 14º                      | 90                       | 4º                       | 119                      |
| 25º                              | Basileia 2025   | Katarsis                        | "Tavo akys" Os teus olhos                                                   | Lituano          | 16º                      | 96                       | 6º                       | 103                      |

| Ano             | Artista                         | Canção                             | Final             | Final             | Final             | Final             | Final             | Final             | Semi            | Semi            | Semi            | Semi            | Semi | Semi   |
| Ano             | Artista                         | Canção                             | Tlv.              | Pontos            | Júri              | Pontos            | Cl.               | Pontos            | Tlv.            | Pontos          | Júri            | Pontos          | Cl.  | Pontos |
| --------------- | ------------------------------- | ---------------------------------- | ----------------- | ----------------- | ----------------- | ----------------- | ----------------- | ----------------- | --------------- | --------------- | --------------- | --------------- | ---- | ------ |
| Moscovo 2009    | Sasha Son                       | "Love"                             | 23º               | 38                | 23º               | 31                | 23º               | 23                | Apenas televoto | Apenas televoto | Apenas televoto | Apenas televoto | 9º   | 66     |
| Oslo 2010       | InCulto                         | "East European Funk"               | Não se qualificou | Não se qualificou | Não se qualificou | Não se qualificou | Não se qualificou | Não se qualificou | 8º              | 65              | 13º             | 27              | 12º  | 44     |
| Düsseldorf 2011 | Evelina Sašenko                 | "C'est ma vie"                     | 20º               | 55                | 20º               | 66                | 19º               | 63                | 11º             | 52              | 1º              | 113             | 5º   | 81     |
| Baku 2012       | Donny Montell                   | "Love Is Blind"                    | 14º               | 68                | 14º               | 82                | 14º               | 70                | 3º              | 128             | 10º             | 55              | 3º   | 104    |
| Malmö 2013      | Andrius Pojavis                 | "Something"                        | 21º               | 16.73             | 25º               | 17.95             | 22º               | 17                | 5º              | 7.44            | 11º             | 9.37            | 9º   | 53     |
| Copenhaga 2014  | Vilija Matačiūnaitė             | "Attention"                        | Não se qualificou | Não se qualificou | Não se qualificou | Não se qualificou | Não se qualificou | Não se qualificou | 11º             | 44              | 11º             | 41              | 11º  | 36     |
| Viena 2015      | Monika Linkyté & Vaidas Baumila | "This Time"                        | 16º               | 44                | 17º               | 31                | 18º               | 30                | 6º              | 98              | 10º             | 52              | 7º   | 67     |
| Estocolmo 2016  | Donny Montell                   | "I've Been Waiting for This Night" | 10º               | 96                | 12º               | 104               | 9º                | 200               | 6º              | 118             | 5º              | 104             | 4º   | 222    |
| Kiev 2017       | Fusedmarc                       | "Rain of Revolution"               | Não se qualificou | Não se qualificou | Não se qualificou | Não se qualificou | Não se qualificou | Não se qualificou | 15º             | 25              | 16º             | 17              | 17º  | 42     |
| Lisboa 2018     | Ieva Zasimauskaitė              | "When We're Old"                   | 10º               | 91                | 11º               | 90                | 12º               | 181               | 9º              | 62              | 11º             | 57              | 9º   | 119    |
| Tel Aviv 2019   | Jurijus                         | "Run with the Lions"               | Não se qualificou | Não se qualificou | Não se qualificou | Não se qualificou | Não se qualificou | Não se qualificou | 8º              | 77              | 17º             | 16              | 11º  | 93     |
| Roterdão 2021   | The Roop                        | "Discoteque"                       | 7º                | 165               | 14º               | 55                | 8º                | 220               | 3º              | 137             | 8º              | 66              | 4º   | 203    |
| Turim 2022      | Monika Liu                      | "Sentimentai"                      | 11º               | 93                | 18º               | 35                | 14º               | 128               | 5º              | 103             | 9º              | 56              | 7º   | 159    |
| Liverpool 2023  | Monika Linkytė                  | "Stay"                             | 15º               | 46                | 11º               | 81                | 11º               | 127               | Apenas televoto | Apenas televoto | Apenas televoto | Apenas televoto | 4º   | 110    |
| Malmö 2024      | Silvester Belt                  | "Luktelk"                          | 10º               | 58                | 17º               | 32                | 14º               | 90                | Apenas televoto | Apenas televoto | Apenas televoto | Apenas televoto | 4º   | 119    |
| Basileia 2025   | Katarsis                        | "Tavo akys"                        | 13º               | 62                | 20º               | 34                | 16º               | 96                | Apenas televoto | Apenas televoto | Apenas televoto | Apenas televoto | 6º   | 103    |

## Comentadores e porta-vozes
| Ano(s) | Televisão         | Televisão                  | Votação                | Votação          | Votação        | Votação             | Ref.          |
| Ano(s) | Comentador(es)    | Comentador(es) secundários | Porta-voz              | Idioma utilizado | Cidade         | Plano de fundo      | Ref.          |
| ------ | ----------------- | -------------------------- | ---------------------- | ---------------- | -------------- | ------------------- | ------------- |
| 1994   | Darius Užkuraitis | Sem comentador secundário  | Gitana Lapinskaitė     | Inglês           | Vilnius        | Panorama da cidade  |               |
| 1995   | Não participou    | Não participou             | Não participou         | Não participou   | Não participou | Não participou      |               |
| 1996   | Não participou    | Não participou             | Não participou         | Não participou   | Não participou | Não participou      |               |
| 1997   | Não participou    | Não participou             | Não participou         | Não participou   | Não participou | Não participou      |               |
| 1998   | Não participou    | Não participou             | Não participou         | Não participou   | Não participou | Não participou      |               |
| 1999   | Darius Užkuraitis | Sem comentador secundário  | Andrius Tapinas        | Inglês           | Vilnius        | Estúdios da LRT     |               |
| 2000   | Darius Užkuraitis | Sem comentador secundário  | Não participou         | Não participou   | Não participou | Não participou      |               |
| 2001   | Darius Užkuraitis | Sem comentador secundário  | Loreta Tarozaitė       | Inglês           | Vilnius        | Torre de Gediminas  |               |
| 2002   | Darius Užkuraitis | Sem comentador secundário  | Loreta Tarozaitė       | Inglês           | Vilnius        | Ruas da cidade      |               |
| 2003   | Darius Užkuraitis | Sem comentador secundário  | Não participou         | Não participou   | Não participou | Não participou      |               |
| 2004   | Darius Užkuraitis | Sem comentador secundário  | Rolandas Vilkončius    | Inglês           | Vilnius        | Catedral de Vilnius |               |
| 2005   | Darius Užkuraitis | Sem comentador secundário  | Rolandas Vilkončius    | Inglês           | Vilnius        | Hotel do congresso  |               |
| 2006   | Darius Užkuraitis | Sem comentador secundário  | Lavija Šurnaitė        | Inglês           | Vilnius        | Rio Neris           |               |
| 2007   | Darius Užkuraitis | Sem comentador secundário  | Lavija Šurnaitė        | Inglês           | Vilnius        | Rio Neris           |               |
| 2008   | Darius Užkuraitis | Sem comentador secundário  | Rolandas Vilkončius    | Inglês           | Vilnius        | Paços do concelho   |               |
| 2009   | Darius Užkuraitis | Sem comentador secundário  | Ignas Krupavičius      | Inglês           | Vilnius        | Paços do concelho   |               |
| 2010   | Darius Užkuraitis | Sem comentador secundário  | Giedrius Masalskis     | Inglês           | Vilnius        | Paços do concelho   |               |
| 2011   | Darius Užkuraitis | Sem comentador secundário  | Giedrius Masalskis     | Inglês           | Vilnius        | Paços do concelho   |               |
| 2012   | Darius Užkuraitis | Sem comentador secundário  | Ignas Krupavičius      | Inglês           | Vilnius        | Paços do concelho   |               |
| 2013   | Darius Užkuraitis | Sem comentador secundário  | Ignas Krupavičius      | Inglês           | Vilnius        | Paços do concelho   |               |
| 2014   | Darius Užkuraitis | Sem comentador secundário  | Ignas Krupavičius      | Inglês           | Vilnius        | Paços do concelho   |               |
| 2015   | Darius Užkuraitis | Sem comentador secundário  | Ugnė Galadauskaitė     | Inglês           | Vilnius        | Paços do concelho   |               |
| 2016   | Darius Užkuraitis | Sem comentador secundário  | Ugnė Galadauskaitė     | Inglês           | Vilnius        | Paços do concelho   |               |
| 2017   | Darius Užkuraitis | Gerūta Griniūtė            | Eglė Daugėlaitė        | Inglês           | Vilnius        | Panorama da cidade  | [ 28 ]        |
| 2018   | Darius Užkuraitis | Gerūta Griniūtė            | Eglė Daugėlaitė        | Inglês           | Vilnius        | Panorama da cidade  | [ 28 ]        |
| 2019   | Darius Užkuraitis | Gerūta Griniūtė            | Giedrius Masalskis     | Inglês           | Vilnius        | Panorama da cidade  | [ 28 ]        |
| 2021   | Ramūnas Zilnys    | Sem comentador secundário  | Andrius Mamontovas     | Inglês           | Vilnius        | Torre de Gediminas  | [ 29 ]        |
| 2022   | Ramūnas Zilnys    | Sem comentador secundário  | Vaidotas Valiukevičius | Inglês           | Vilnius        | Panorama da cidade  | [ 30 ]        |
| 2023   | Ramūnas Zilnys    | Sem comentador secundário  | Monika Liu             | Inglês           | Vilnius        | Panorama da cidade  | [ 31 ]        |
| 2024   | Ramūnas Zilnys    | Sem comentador secundário  | Monika Linkytė         | Inglês           | Vilnius        | Panorama da cidade  | [ 32 ] [ 33 ] |
| 2025   | Ramūnas Zilnys    | Sem comentador secundário  | Silvester Belt         | Inglês           | Vilnius        | Panorama da cidade  | [ 34 ] [ 35 ] |

### Emissões especiais
| Ano(s)                                                   | Comentador televisivos | Ref.   |
| -------------------------------------------------------- | ---------------------- | ------ |
| Congratulations: 50 Anos do Festival Eurovisão da Canção | Rolandas Vilkončius    |        |
| Eurovisão: Europe Shine A Light                          | Ramūnas Zilnys         | [ 36 ] |

## Maestros
| Ano(s) | Maestro        |
| ------ | -------------- |
| 1994   | Tomas Leiburas |
| 1995   | Não participou |
| 1996   | Não participou |
| 1997   | Não participou |
| 1998   | Não participou |

## Idiomas a concurso
| Vezes | Línguas     | Anos |
| ----- | ----------- | --- |
| 21    | Inglês      | 2001, 2002, 2004, 2005, 2006, 2007, 2008, 2009, 2010, 2011, 2012, 2013, 2014, 2015, 2016, 2017, 2018, 2019, 2020, 2021, 2023 |
| 5     | Lituano     | 1994, 2001, 2022, 2024, 2025                                                                                                 |
| 1     | Samogiciano | 1999 |
| 1     | Russo       | 2009 |

## Prémios

### Vencedores pelos membros da OGAE
| Ano  | Canção    | Artista(s) | Resultado final          | Pontos                   | Anfitrião | Ref.   |
| ---- | --------- | ---------- | ------------------------ | ------------------------ | --------- | ------ |
| 2020 | "On Fire" | The Roop   | A edição não se realizou | A edição não se realizou | Roterdão  | [ 38 ] |

### Prémio Barbara Dex
| Ano  | Artista(s)          | Anfitrião | Ref.   |
| ---- | ------------------- | --------- | ------ |
| 2014 | Vilija Matačiūnaitė | Copenhaga | [ 39 ] |